# LIVE AT THE TOKYO DOME SHAKE THE FAKE TOUR
『LIVE AT THE TOKYO DOME SHAKE THE FAKE TOUR』（ライブ・アット・ザ・トウキョウ・ドーム・シェイク・ザ・フェイク・ツアー）は、日本のミュージシャンである氷室京介の6作目のライブ・ビデオ。1995年11月27日にVHSとLDで発売され、2009年3月18日には、DVD仕様で再発売された。なお、LDは需要低迷によりこの作品限りで発売中止となった。

## 解説
- 氷室京介が1994年に行ったライブ・ツアー「SHAKE THE FAKE TOUR 1994」から、1994年12月24日、25日の東京ドームでのライブ映像が収録されている[2]。

## 収録曲
1. LOST IN THE DARKNESS
  - 作詞: 松井五郎 / 作曲：氷室京介 / 編曲: ホッピー神山
2. CRIME OF LOVE
  - 作詞・作曲:氷室京介 / 編曲：西平彰、SP≒EED
3. HYSTERIA
  - 作詞: 松井五郎 / 作曲：氷室京介 / 編曲: ホッピー神山
4. JEALOUSY
  - 作詞：松井五郎、氷室京介 / 作曲：氷室京介 / 編曲：氷室京介、西平彰
5. LONESOME DUMMY
  - 作詞：松井五郎 / 作曲：氷室京介 / 編曲：西平彰
6. URBAN DANCE
  - 作詞・作曲：氷室京介 / 編曲：西平彰
7. STRANGER
  - 作詞・作曲：氷室京介 / 編曲：吉田建、氷室京介
8. LOVER' S DAY
  - 作詞・作曲:氷室京介 / 編曲：氷室京介、西平彰
9. BLOW
  - 作詞：松井五郎 / 作曲：氷室京介 / 編曲：西平彰
10. KISS ME
  - 作詞：松井五郎 / 作曲：氷室京介 / 編曲：西平彰
11. LOVE＆GAME
  - 作詞・作曲：氷室京介 / 編曲：吉田建、氷室京介
12. WILD AT NIGHT
  - 作詞: 松井五郎 / 作曲：氷室京介、友森昭一 / 編曲: 西平彰、SP≒EED
13. TASTE OF MONEY
  - 作詞：氷室京介 / 作曲：氷室京介、吉田建 / 編曲：吉田建、氷室京介
14. ANGEL
  - 作詞・作曲：氷室京介 / 編曲：吉田建、氷室京介
15. ALISON
  - 作詞：氷室京介、松井五郎 / 作曲：氷室京介 / 編曲：吉田建、氷室京介
16. VIRGIN BEAT
  - 作詞：松井五郎 / 作曲：氷室京介 / 編曲：ホッピー神山
17. SHAKE THE FAKE
  - 作詞：松井五郎 / 作曲：氷室京介 / 編曲：佐橋佳幸

## 参加ミュージシャン
- 氷室京介 - ボーカル
- 西平彰 - キーボード
- 友森昭一 - ギター
- 香川誠 - ギター
- 西山史晃 - ベース
- 永井利光 - ドラムス